# Paljina
Paljina (em cirílico: Паљина) é uma vila da Sérvia localizada no município de Crveni krst, pertencente ao distrito de Nišava, na região de Ponišavlje. A sua população era de 233 habitantes segundo o censo de 2011.

## Demografia
| 1948 | 1953 | 1961 | 1971 | 1981 | 1991 | 2002 | 2011 |
| ---- | ---- | ---- | ---- | ---- | ---- | ---- | ---- |
| 654  | 639  | 628  | 472  | 384  | 335  | 272  | 233  |